# ハッシュ (アルバム)
『ハッシュ』（原題: Shades of Deep Purple）は、イングランドのロック・バンド、ディープ・パープルが1968年に発表したデビュー・アルバム。

## 解説

### 内容
レコーディングはロンドンにあったパイ・レコードのスタジオで1968年5月11日から13日まで行われ、時間も費用もさほどかからなかった。プロデューサーはリッチー・ブラックモアと旧知の間柄で彼の依頼を受けたデレク・ローレンス、エンジニアはバリー・アインスワース（Barry Ainsworth）である。
計9曲の収録曲のうち4曲がカバー作品。「ハッシュ」はアメリカのシンガー兼ギタリストのジョー・サウスの作品で、ディープ・ソウル・シンガーのビリー・ジョー・ロイヤルが1967年に発表した。「アイム・ソー・グラッド」はデルタ・ブルース・シンガーのスキップ・ジェイムスの1931年の作品で、ロッド・エヴァンスとイアン・ペイスが在籍していたザ・メイズ（The Maze）が1967年に発表した4曲入りのEPで取り上げた。「ヘルプ」はザ・ビートルズの1965年の作品。「ヘイ・ジョー」はアメリカのシンガーのビリー・ロバーツによって1962年に著作権が登録された楽曲で、彼等はモーリス・ラヴェルの「ボレロ」を彷彿とさせるリズムやマヌエル・デ・ファリャの『三角帽子』のバレエ第2幕の2番「粉屋の踊り」の一節を取り入れている。
5曲がオリジナル作品。「プレリュード・ハッピネス」ではリムスキー＝コルサコフの『シェヘラザード』の複数の箇所が引用されている。
本作はアメリカで1968年7月にテトラグラマトン・レコードから、イギリスで同年9月にパーロフォンから発表された。1970年にテトラグラマトン・レコードが倒産した結果、アメリカでは廃盤になった。
日本では1969年4月に、テトラグラマトン・レコードの原盤が日本グラモフォンから『紫の世界』の邦題で発売された（ポリドール、SMP 1426）。1970年のテトラグラマトン・レコードの倒産によって日本盤も廃盤になったが、1973年9月にワーナー・パイオニアから『ハッシュ/ディープ・パープルI』と改題されて再発売された（P-8367W）。

### 論評
ディープ・パープルがデビューした当時はサイケデリック・ロックあるいはアート・ロックと呼ばれるジャンルが人気を集めており、ヴァニラ・ファッジ、クリーム、ドアーズなどがヒット・チャートを賑わせていた。本作はそのような音楽の影響を強く受けている。デビュー当時の彼等ではキーボーディストのジョン・ロードが中心的な役割を果たしており、彼等はロードの好みに合ったヴァニラ・ファッジなどを模範とした音楽を演奏していた。
本作では、ギターとキーボードが対等な割合を占める、というディープ・パープルのスタイルが既に確立されている。後にハード・ロック・ギタリストのパイオニアの一人と称されることになるブラックモアは、この時には未だそのアイデンティティを獲得していなかった。しかし彼が主導してハード・ロック・グループとなった第2期の初期にも頻繁に演奏された「マンドレイク・ルート」や、2020年発表のアルバム『Whoosh!』で再び取り上げられた「アンド・ジ・アドレス」などは、後のハード・ロック路線を示唆しうる作品である。当時彼等は既にステージで、ペイスのドラムスを軸にハモンド・オルガンとギターが絡み合ったハードな即興演奏を披露していた。
彼等の音楽の完成品を第2期の『ディープ・パープル・イン・ロック』以後の1970年代のハード・ロックであるとすれば、本作は、そこに到達するまでの試行錯誤の第一歩である。同時に、本作は1960年代のサイケデリック・ロックやアート・ロックとしての魅力を十分に持っている。

## 収録曲

### オリジナルLP
| #         | タイトル | 作詞・作曲                                                    | 時間  |
| --------- | --- | ------------------------------------------------------------- | ----- |
| 1.        | 「アンド・ジ・アドレス And the Address」                                                                                                | Ritchie Blackmore, Jon Lord                                   | 4:38  |
| 2.        | 「ハッシュ Hush」 | Joe South                                                     | 4:21  |
| 3.        | 「ワン・モア・レイニー・デイ One More Rainy Day」                                                                                       | Lord, Rod Evans                                               | 3:35  |
| 4.        | 「プレリュード・ハッピネス〜アイム・ソー・グラッド - プレリュード・ハッピネス Prelude: Happiness - アイム・ソー・グラッド I'm So Glad」 | - Blackmore, Evans, Lord, Ian Paice, Nick Simper - Skip James | 7:18  |
| 合計時間: | 合計時間: | 合計時間:                                                     | 19:52 |

| #         | タイトル                               | 作詞・作曲                  | 時間  |
| --------- | -------------------------------------- | --------------------------- | ----- |
| 1.        | 「マンドレイク・ルート Mandrake Root」 | Blackmore, Lord, Evans      | 6:03  |
| 2.        | 「ヘルプ Help」                        | John Lennon, Paul McCartney | 5:55  |
| 3.        | 「ラヴ・ヘルプ・ミー Love Help Me」    | Blackmore, Evans            | 3:49  |
| 4.        | 「ヘイ・ジョー Hey Joe」               | Billy Roberts               | 7:26  |
| 合計時間: | 合計時間:                              | 合計時間:                   | 23:13 |

### CD
1. アンド・ジ・アドレス - "And the Address" - 4:33
2. ハッシュ - "Hush" - 4:21
3. ワン・モア・レイニー・デイ - "One More Rainy Day" - 3:35
4. プレリュード・ハッピネス〜アイム・ソー・グラッド - "Prelude:Happiness〜I'm So Glad" - 7:18
5. マンドレイク・ルート - "Mandrake Root" - 6:03（69年発売時の邦題は「マンダラゲ」）
6. ヘルプ - "Help" - 5:55
7. ラヴ・ヘルプ・ミー - "Love Help Me" - 3:49
8. ヘイ・ジョー - "Hey Joe" - 7:26

| #         | タイトル                                               | 作詞・作曲                     | 時間  |
| --------- | ------------------------------------------------------ | ------------------------------ | ----- |
| 9.        | 「シャドウズ Shadows」(album out take)                 | Lord, Evans, Simper, Blackmore | 3:39  |
| 10.       | 「ラヴ・ヘルプ・ミー Love Help Me」(instrumental vsn.) | Blackmore, Evans               | 3:30  |
| 11.       | 「ヘルプ Help」(alternate take)                        | Lennon, McCartney              | 5:24  |
| 12.       | 「ヘイ・ジョー Hey Joe」(BBC Top Gear session 14/1/69) | Roberts                        | 4:06  |
| 13.       | 「ハッシュ Hush」(live US TV 1968)                     | South                          | 3:53  |
| 合計時間: | 合計時間:                                              | 合計時間:                      | 20:32 |

## 参加ミュージシャン
ディープ・パープル
- リッチー・ブラックモア　Ritchie Blackmore – ギター
- ロッド・エヴァンス　Rod Evans – ボーカル
- ニック・シンパー　Nick Simper – ベース・ギター、バッキング・ボーカル
- ジョン・ロード　Jon Lord – オルガン、バッキング・ボーカル
- イアン・ペイス　Ian Paice – ドラムス

## チャート
シングル・カットされた「ハッシュ」がアメリカのビルボードのチャートで最高4位を記録する大ヒットとなり、本作も全米チャート24位まで上昇した。